# リューベック-プットガルテン線
リューベック-プットガルテン線 （リューベック-プットガルテンせん、ドイツ語: Bahnstrecke Lübeck–Puttgarden）とは、ドイツ連邦共和国シュレースヴィヒ＝ホルシュタイン州リューベックのリューベック中央駅から同プットガルテンのプットガルテン駅に至る全長88.6kmのドイツ鉄道の路線である。渡り鳥コースの一部を形成している。

## 歴史
1881年9月30日にオルデンブルク地方鉄道（Kreis Oldenburger Eisenbahn, KOE）によりノイシュタット - オルデンブルク間23kmが建設されたのが始まりである。リューベック方面へは当初はオイティーン-ノイシュタット線経由で結ばれていたが、オイティーンでの乗り換えが必要であった。1928年7月1日にドイツ国営鉄道によってリューベック - ノイシュタット間を直接結ぶ路線が開通した。
1920年代には既にドイツ国営鉄道とデンマーク国鉄の間にはフェーマルン海峡を横断するプットガルテン - ロービュ間の鉄道連絡船を設定する構想が存在した。渡り鳥コースの具体的な建設には計画が立てられたのは1940年のことであった。1941年9月にドイツ側・デンマーク側の双方において建設工事が開始されたが、戦局悪化に伴い1943年に中断された。
1949年に建設工事が再開された。旧グローセンブローデ空軍基地跡にはグローセンブローデ埠頭が建設された。1951年7月15日には西ドイツ国鉄およびデンマーク国鉄がグローセンブローデ埠頭からファルスター島のゲッサーへの鉄道連絡船の運航を開始した。
グローセンブローデ - プットガルテン間を結ぶ路線の建設工事は1958年に開始された。1963年5月14日にはフェーマルン・スンド橋が開通し、渡り鳥コースは現在の形となった。同時に鉄道連絡船もグローセンブローデ埠頭発着からプットガルテン発着に変更された。

## 列車
フュン島とシェラン島を結ぶグレートベルト・リンクの建設により、ハンブルク - リューベック - コペンハーゲン間の長距離列車の輸送量は顕著に減少した。2007年12月からはドイツ鉄道のICE TDおよびデンマーク国鉄のIC3型の運行が開始された。
ICE、EC、IC、RBが運行されている。